# Mario Ochoa
Mario Ochoa (7 novembre 1927 – ...) è stato un calciatore messicano, di ruolo centrocampista.